# Rowettia
Rowettia is een monotypisch geslacht van zangvogels uit de familie Thraupidae (tangaren):
- Rowettia goughensis  – Goughgors